# خيسيوس أنطونيو ديلا كروز
خيسيوس أنطونيو ديلا كروز (بالإسبانية: Toño de la Cruz) لاعب كرة قدم ومدرب إسباني مواليد عام 1947 لعب لعدة أندية في إسبانيا أهمها نادي برشلونة ونادي غرناطة لعب كذلك لمنتخب إسبانيا خلال السبعينيات من القرن العشرون، بعد أعتزالة اللعب اتجه للتدريب درب عدة اندية أهمها يوكوهاما مارينوس الياباني درب نادي برشلونة مباراة واحدة خلال عام 2003 .

## روابط خارجية
- خيسيوس أنطونيو ديلا كروز على موقع الاتحاد الدولي (مؤرشف)  (الإنجليزية)
- خيسيوس أنطونيو ديلا كروز على موقع ناشيونال فوتبول تيمز (الإنجليزية)
- خيسيوس أنطونيو ديلا كروز على موقع عالم كرة القدم.نت (الإنجليزية)